# Петър Оджаков
Вижте пояснителната страница за други личности с името Оджаков.
Петър Василич (Василев) Оджаков е български депутат,. просветен деец, юрист, учител и фолклорист. Деец на национал-освободителното движение. Военен кореспондент в Руско-турската война (1877 – 1878).

## Биография
Роден е на 15 октомври 1834 (1835) г. в Лясковец, той е единствен син в семейството на руския дворянин Владимир Петрович Оджаков (1818 - 1880).
Първоначалното си образование получава в Лясковец. После скита от град на град, за да  се образова - учи последователно в Арбанаси, Горна Оряховица, Галац, Търново и Габрово. През 1855 постъпва в класическата гимназия в Белград, като сръбски стипендиант. Тук се запознава с Георги Раковски, който го привличана за  издаването на вестник „Българска дневница“ (1859) и довършване на отпечатването на Горски пътник.  
Оджаков сътрудничи на Раковски като му изпраща много фолклорни материали - най-вече народни песни и стари названия на месеците. По сведения на Стефан Бобчев , взима участие във въстанието на  Никола Филиповски (1856), но тази му дейност не е документирана.
През 1857-1858 учи в Карловацката гимназия и нееднократно отправя молби за съдействие към Раковски, за да продължи образованието си в Русия или пък в Атина. . Вероятно поради липса на средства през 1858 се връща по родните места. Учителства в Плевен (където е поканен за гл. учител) , Трявна и Лясковец  до 1865. В Плевен е избран за секретар на училищното настоятелство. Участва активно  в борбите на плевенските еснафи и учители срещу местните чорбаджии и  патриаршески владици. През този период публикува редица статии срещу гръцките владици, участва активно в  борбата на плевенчани,  срещу местните владици Доротей и Паисий. На няколко пъти попада във Видинския затвор (1859-1861,1864). През 1865-1866 е слушател във Философския факултет на Виенския институт Тук се среща с Валтазар Богишич, който пръв дава тласък на заниманията му с обичайното право.  
Оджаков завършва  Новорусийският институт в Одеса (1866-1871), като руски стипендиант.  Изучава обичайно право, финанси, финансово право, политическа икономия, наказателно право, история на славяните, немски език и пр. Затвърждава интересите си в областта на обичайното право. и самоуправляващите се институции под ръководството на В.Богишич (който по това време е вече професор в Новорусийският институт) .   
Пред 1870 е определен  за едногодишна специализация по История на славянското законодателство и за Църковно зановъведение. При завършването си представя труда "За обичайното право на славяните" (1871). По време на следдването си дели пансион с  Тодор Минков  Заедно с Ив. Кишелски  защитава Минков от нападките на техни сънародници от Одеското българско настоятелство През 1871 изнася сказка за славяните и българите. Тя дава повод на Любен Каравелов, остро да го критикува за еволюционистичните му и просветителски идеи. През 1873 - 1877 работи в Кишинев в областта на съдебното ведомство - като кандидат на съдебна длъжност, секретар и поверен адвокат на Кишиневският съд
Става секретар на Българско благотворително общество в Кишинев. (1875-1877)
По време на Руско-турската война (1877 – 1878) е военен кореспондент на в-к „Одеский вестник“. Автор на „Българска граматика“, предназначена за военнослужещите от Действуващата руска армия на Балканския полуостров. Член на българската делегация при подписването на Санстефанския мирен договор между Русия и Османската империя (1878). Служи в Съдебния отдел на Временното руско управление в България (1878 – 1879). Избран е за представител на I ВНС. (1879) и за член на депутацията посрещаша Ал. Батенберг.
След Освобождението работи като прокурор, главен прокурор (15 ноември 1884 – 16 март 1885), съдия и адвокат. През 1880 е избра за действителен член на Юридическото общество на Новоруският университет. 
Взема дейно участие в държавния преврат от 1881 година, който довежда до временното отменяне на Търновската конституция. Избран за депутат във II ВНС, което е свикано да гласува Режима на пълномощията.
Автор на научни изследвания по българско обичайно право. От 1884 г. е действителен член на Българското книжовно дружество.
Умира в Русе на 31 юли 1906 г.

## Публицистична дейност
постоянен сътрудник във вестник "Право“   (1870-1872)
временен дописник на сп. "Български книижи" и на в. "България" (1860-1863),„Българска пчела“, (1863), "Съветник" (1864), "Време" (1866),  „Турция“  (1866), "Македония" (1871),  "Секидневний новинар" (1877), "Славянско браство" (1877)както и на руските "Мир" и "Одески вестник". Пише по църковно-религиозни, стопанско-исторечески, общо образователни и пр. въпроси
Автор на множество учебници. - "Практическо наставление вов френския език. книга" (1863), "Начални познания по география по френска метода" (1866), "разни и полезни наставления за деца" (1867), "Касационно съдебно ръководство" (1877), "Древняя и новая Болгария. Книжовник историко-научной, съдебно-правовъй и политик-обществен" (1879. Русе - 3 броя), "Обичайно наследствено право" (1885)

## Награди
Кавалер на руския императорски орден «Св. Ана».

## Съчинения
- Практическо наставление във френский язик. Книга хърва. Браила, 1863.
- Начални познания по география по немска метода. Виена, 1866.
- Разни полезни наставления за младите. Русчук, 1867.
- Наука за песнотворство и стихотворство. Учебник за в по-главните общински български училища. Одеса, 1871.
- Упътване за описване правовите обичаи, които живеят у народа от В. В. Богишич. Прев... Прага, 1874.
- Обичайно наследствено право. Русе, 1885.
- История на българското право. Т. 1 – 2, 1893 – 1894.